# CHILL
CHILL je programovací jazyk navržený speciálně pro programování softwarového vybavení ústředen. Zkratka pochází z CCITT High Level Language - je to tedy jazyk standardizovaný CCITT (nyní ITU-T). V CHILLu byla napsána například ústředna EWSD, ale v současné době se jazyk již dále nepoužívá.
CHILL je procedurální modulární jazyk se silnou typovou kontrolou a ochranou proti přetečení. Zajímavé jsou možností tvorby a operování s datovými typy jako je variabilní záznam či množina. V GCC do verze 2.95 šlo přeložit program v CHILLu, ale pro spuštění bylo nutno získat chybějící knihovnu.